# 福建医科大学
福建医科大学，简称福医大，是位于福建省福州市的一所集教学、科研、医疗、预防和社会服务为一体的省属医科大学。其前身是始创于1937年的福建省立医学专科学校，中华人民共和国建国后改称1996年4月改为现名。2003年，学校被福建省人民政府确定为福建省重点建设高校。是福建省“双一流”建设高校、国家卫生健康委员会和福建省人民政府共建高校（省部共建）。截止2022年9月，现有博士学位授权一级学科6个，博士专业学位授权点2个；硕士学位授权一级学科9个，硕士专业学位授权点9个。临床医学学科进入ESI全球排名前3‰。拥有2个博士后科研流动站，4个博士后工作站，2个院士工作站。
现有旗山、乌山2个校区，规划占地约1550亩。设有23个学院（部），30个本科专业。现有教职医护员工13000多人（含附属医院），在校全日制学生18000多人。

## 学校简史
- 1937年，福建省立医学专科学校创立，首任校长为侯宗濂，并有“附设省立医院”，即现“福建医科大学附属第一医院”的前身
- 1939年，因抗战爆发，福州即将沦陷，学校内迁闽北山城沙县圣庙继续办学
- 1939年，学校更名为“福建省立医学院”
- 1945年，抗战结束，学校迁回福州吉祥山原址
- 1949年，福州解放，学校更名为“福建医学院”，“附设省立医院”亦更名为“福建医学院附属医院”
- 1950年，福建省政府决定“福建医学院附属医院”与福州医师公会“合组医院”合并，命名为“福州合组医院”，并被指定为福建医学院的教学医院
- 1954年，“福州合组医院”改称“福建医学院附属医院”，并隶属福建医学院
- 1959年，“福建医科大学附属协和医院”的前身“福州中国协和医院”正式成为福建医学院的附属医院
- 1966年，“福建医学院附属医院”被更名为“福建医学院附属工农兵医院”，“福建医学院附属协和医院”被更名为“福建医学院附属反帝医院”
- 1969年，因中苏关系紧张，战备疏散需要，学校与福建中医学院、华侨大学医疗系合并，成立福建医科大学，迁址泉州，所有附属医院被撤销
- 1973年，原“福建医学院附属医院”正式命名为“福建医科大学附属第一医院”，原晋江专区第二医院并入福建医科大学，并更名为“福建医科大学附属第二医院”
- 1978年，学校迁回福州
- 1982年，学校更名为福建医学院
- 1984年，“福建医学院附属协和医院”正式恢复
- 1996年，学校改为现名，即“福建医科大学”，相应的附属医院也改为现名
- 2000年，福建医科大学附属第二医院加挂“福建医科大学第二临床医学院”牌子
- 2011年，筹建“福建医科大学附属第三医院”

## 校训
勤奋 严谨 求实 创新

## 办学规模
目前，各类在校生近21000人，其中本科生12800多人、博士研究生290多人、硕士研究生3100多人，在校留学生400多人、成人教育学生4300多人，本科专业面向全国招生，并招收港澳台侨生和外国留学生。此外，学校已形成了多学科、多层次的成人医学教育办学体系。

## 师资力量
截至2022年9月，拥有专任教师（含临床教师）1646人，其中具有博士学位教师占56.32%，具有高级职称教师占69.14%。拥有国家重大人才计划入选者、国家“万人计划”领军人才、国家杰出青年科学基金获得者、新世纪百千万人才工程国家级人选、国家有突出贡献中青年专家等国家级高层次人才49人次，“南丁格尔”奖章获得者2人，历年享受国务院特殊津贴专家125人，国家级教学团队和全国高校黄大年式教师团队2个；福建省特级后备人才、福建省“百人计划”、福建省“外专百人计划”、福建省科技创新领军人才等省级高层次人才559人次，福建省高等学校科技创新团队8个。

## 学科建设
截至2017年5月，学校拥有博士后科研流动站2个（临床医学、基础医学），博士学位授予权一级学科2个，二级学科博士学位授权点（不含一级覆盖）2个；硕士学位授予权一级学科8个，二级学科硕士学位授权点（不含一级覆盖）1个；自主设置目录外博士、硕士学位授权二级学科点各2个；硕士专业学位授予权学科6个。2012年起，国务院学位办批准学校成为全国首批临床医学硕士专业学位“全科医学领域”招生单位之一，于2012年开始招生。
学校拥有国家重点学科培育建设学科1个，国家临床重点专科10个，省级临床重点专科21个，国家中医药管理局重点专科1个，省中医、中西医结合重点专科1个，省“211工程”重点学科2个，省特色重点学科4个，省级重点学科9个 ，省教育厅重点学科13个，省科技厅优先发展学科8个，教育部重点实验室1个，省重点实验室1个，省部共建重点实验室2个，省教育厅重点实验室5个，承担着大量的科研任务，成果显著。学校编辑出版的学术刊物《福建医科大学学报》、《福建医科大学学报（社科版）》、《中华高血压杂志》和《心血管康复医学杂志》等，面向国内外公开发行。学校图书馆面积近2.3万平方米，图书、资料200多万册，是福建省医学图书中心馆。
根据国际权威机构最新统计，2009年临床医学学科进入ESI排名前1%。
| 国家重点培育学科                       |                    |                    |                      |
| 血液病学                               | ------------       | --------------     | ----------           |
| 福建省省级重点学科和福建省特色重点学科 |                    |                    |                      |
| 临床医学                               | 护理学             | 基础医学           | 药学                 |
| 福建省省级重点学科                     |                    |                    |                      |
| 公共卫生与预防医学                     | 生物学             | 中西医结合         | 口腔医学             |
| 公共管理                               | ------------       | --------------     | ----------           |
| 福建省高等院校“211工程”重点学科        |                    |                    |                      |
| 血液病学                               | 分子医学           | --------------     | ----------           |
| 福建省高等学校重点学科                 |                    |                    |                      |
| 血液病学                               | 内科学             | 心血管内科学       | 外科学               |
| 病原生物学                             | 耳鼻咽喉科学       | 神经病学           | 口腔临床医学         |
| 病理学与病理生理学                     | 流行病与卫生统计学 | 药理学             | 生物化学与分子生物学 |
| 人体解剖与组织胚胎学                   | 资料来源于学校官网 | 资料来源于学校官网 | 资料来源于学校官网   |

| 一级学科名称 | 二级学科名称               | 二级学科授权时间 | 二级学科名称         | 二级学科授权时间 | 一级学科授权时间 |
| ------------ | -------------------------- | ---------------- | -------------------- | ---------------- | ---------------- |
| 基础医学     | 人体解剖与组织胚胎学       | 2011             | 法医学               | 2011             | 2011             |
| 基础医学     | 免疫学                     | 2011             | 放射医学             | 2011             | 2011             |
| 基础医学     | 病原生物学                 | 2003             | 航空、航天与航海医学 | 2011             | 2011             |
| 基础医学     | 病理学与病理生理学         | 2006             |                      |                  | 2011             |
| 临床医学     | 内科学（血液）             | 1990             | 外科学（普外）       | 2006             | 2011             |
| 临床医学     | 内科学（心血管病学）       | 2003             | 外科学（骨外）       | 2006             | 2011             |
| 临床医学     | 内科学（消化系病学）       | 2003             | 外科学（神外）       | 2006             | 2011             |
| 临床医学     | 内科学（呼吸系病学）       | 2003             | 外科学（泌尿外）     | 2006             | 2011             |
| 临床医学     | 内科学（内分泌与代谢病学） | 2003             | 外科学（整形）       | 2006             | 2011             |
| 临床医学     | 内科学（肾脏病学）         | 2003             | 外科学（烧伤）       | 2006             | 2011             |
| 临床医学     | 内科学（风湿病学）         | 2003             | 外科学（野战外）     | 2006             | 2011             |
| 临床医学     | 内科学（传染病学）         | 2003             | 妇产科学             | 2011             | 2011             |
| 临床医学     | 儿科学                     | 2011             | 眼科学               | 2011             | 2011             |
| 临床医学     | 老年医学                   | 2006             | 耳鼻咽喉科学         | 2011             | 2011             |
| 临床医学     | 神经病学                   | 2003             | 肿瘤学               | 2011             | 2011             |
| 临床医学     | 精神病与精神卫生学         | 2011             | 康复医学与理疗学     | 2011             | 2011             |
| 临床医学     | 皮肤病与性病学             | 2011             | 运动医学             | 2011             | 2011             |
| 临床医学     | 影像医学与核医学           | 2011             | 麻醉学               | 2011             | 2011             |
| 临床医学     | 临床检验诊断学             | 2011             | 急诊医学             | 2011             | 2011             |
| 临床医学     | 外科学（胸心外）           | 1998             | 重症医学             | 2013             | 2011             |
|              | 口腔临床医学               | 2006             |                      |                  |                  |
|              | 药理学                     | 2003             |                      |                  |                  |

| 一级学科名称       | 二级学科名称               | 二级学科授权时间 | 二级学科名称         | 二级学科授权时间 | 一级学科授权时间 |
| ------------------ | -------------------------- | ---------------- | -------------------- | ---------------- | ---------------- |
| 生物学             | 植物学                     | 2011             | 遗传学               | 2006             | 2011             |
| 生物学             | 动物学                     | 2011             | 发育生物学           | 2011             | 2011             |
| 生物学             | 生理学                     | 2003             | 细胞生物学           | 2000             | 2011             |
| 生物学             | 水生生物学                 | 2011             | 生物化学与分子生物学 | 1998             | 2011             |
| 生物学             | 微生物学                   | 2011             | 生物物理学           | 2011             | 2011             |
| 生物学             | 神经生物学                 | 2000             | 生态学               | 2011             | 2011             |
| 基础医学           | 人体解剖与组织胚胎学       | 1986             | 法医学               |                  | 2006             |
| 基础医学           | 免疫学                     | 1996             | 放射医学             |                  | 2006             |
| 基础医学           | 病原生物学                 | 1986             | 航空、航天与航海医学 |                  | 2006             |
| 基础医学           | 病理学与病理生理学         | 1981             |                      |                  | 2006             |
| 临床医学           | 内科学（血液）             | 1986             | 外科学（普外）       | 1986             | 2006             |
| 临床医学           | 内科学（心血管病学）       | 1990             | 外科学（骨外）       | 1996             | 2006             |
| 临床医学           | 内科学（消化系病学）       | 1996             | 外科学（神外）       | 1998             | 2006             |
| 临床医学           | 内科学（呼吸系病学）       | 2000             | 外科学（泌尿外）     | 1996             | 2006             |
| 临床医学           | 内科学（内分泌与代谢病学） | 1990             | 外科学（整形）       | 2000             | 2006             |
| 临床医学           | 内科学（肾脏病学）         | 2000             | 外科学（烧伤）       | 2000             | 2006             |
| 临床医学           | 内科学（风湿病学）         | 2000             | 外科学（野战外）     | 2000             | 2006             |
| 临床医学           | 内科学（传染病学）         | 2000             | 妇产科学             | 1986             | 2006             |
| 临床医学           | 儿科学                     | 1986             | 眼科学               | 1998             | 2006             |
| 临床医学           | 老年医学                   | 1998             | 耳鼻咽喉科学         | 1986             | 2006             |
| 临床医学           | 神经病学                   | 1986             | 肿瘤学               | 1996             | 2006             |
| 临床医学           | 精神病与精神卫生学         | 2006             | 康复医学与理疗学     | 2006             | 2006             |
| 临床医学           | 皮肤病与性病学             | 2006             | 运动医学             | 2006             | 2006             |
| 临床医学           | 影像医学与核医学           | 1998             | 麻醉学               | 1993             | 2006             |
| 临床医学           | 临床检验诊断学             | 1993             | 急诊医学             | 2006             | 2006             |
| 临床医学           | 外科学（胸心外）           | 1986             | 重症医学             | 2013             | 2006             |
| 口腔医学           | 口腔基础医学               | 2011             | 口腔临床医学         | 1998             | 2011             |
| 公共卫生与预防医学 | 流行病与卫生统计学         | 1998             | 儿少卫生与妇幼保健学 | 2006             | 2006             |
| 公共卫生与预防医学 | 劳动卫生与环境卫生学       | 2003             | 卫生毒理学           | 2000             | 2006             |
| 公共卫生与预防医学 | 营养与食品卫生学           | 2003             | 军事预防医学         | 2006             | 2006             |
| 中西医结合         | 中西医结合基础             | 2011             | 中西医结合临床       | 2003             | 2011             |
| 药学               | 药物化学                   | 2006             | 药物分析学           | 2003             | 2006             |
| 药学               | 药剂学                     | 2006             | 微生物与生化药学     | 2003             | 2006             |
| 药学               | 生药学                     | 2006             | 药理学               | 1984             | 2006             |
| 护理学             | 护理学                     | 2003             |                      |                  | 2011             |
| 公共管理           | 社会医学与卫生事业管理     | 2003             |                      |                  |                  |

| 种类名称     | 学科方向名称               | 学科方向名称         | 学科方向名称       | 授权时间 |
| ------------ | -------------------------- | -------------------- | ------------------ | -------- |
| 临床医学硕士 | 内科学（血液）             | 皮肤病与性病学       | 妇产科学           | 1998     |
| 临床医学硕士 | 内科学（心血管病学）       | 影像医学与核医学     | 眼科学             | 1998     |
| 临床医学硕士 | 内科学（消化系病学）       | 临床检验诊断学       | 耳鼻咽喉科学       | 1998     |
| 临床医学硕士 | 内科学（呼吸系病学）       | 外科学（胸心外）     | 肿瘤学             | 1998     |
| 临床医学硕士 | 内科学（内分泌与代谢病学） | 外科学（普外）       | 康复医学与理疗学   | 1998     |
| 临床医学硕士 | 内科学（肾脏病学）         | 外科学（骨外）       | 运动医学           | 1998     |
| 临床医学硕士 | 内科学（风湿病学）         | 外科学（神外）       | 麻醉学             | 1998     |
| 临床医学硕士 | 内科学（传染病学）         | 外科学（泌尿外）     | 急诊医学           | 1998     |
| 临床医学硕士 | 儿科学                     | 外科学（整形）       | 全科医学领域       | 1998     |
| 临床医学硕士 | 老年医学                   | 外科学（烧伤）       | 精神病与精神卫生学 | 1998     |
| 临床医学硕士 | 神经病学                   | 外科学（野战外）     |                    | 1998     |
| 口腔医学硕士 | 口腔基础医学               | 口腔临床医学         |                    | 2003     |
| 公共卫生硕士 | 流行病与卫生统计学         | 营养与食品卫生学     | 卫生毒理学         | 2010     |
| 公共卫生硕士 | 劳动卫生与环境卫生学       | 儿少卫生与妇幼保健学 | 军事预防医学       | 2010     |
| 药学硕士     | 药物化学                   | 生药学               | 微生物与生化药学   | 2010     |
| 药学硕士     | 药剂学                     | 药物分析学           | 药理学             | 2010     |
| 护理硕士     | 护理学                     |                      |                    | 2010     |
| 应用心理硕士 |                            |                      |                    | 2014     |

## 专业设置
截至2017年5月，学校设有福建医科大学基础医学院、福建医科大学公共卫生学院、福建医科大学医学技术与工程学院、福建医科大学药学院、福建医科大学护理学院、福建医科大学人文学院、福建医科大学口腔医学院、福建医科大学外国语学院、协和临床医学院、第一临床医学院、第二临床医学院、省立临床医学院、福总临床医学院、临床教学部、思想政治理论课教学研究部、体育教学研究部、海外教育学院、成人教育学院、继续教育学院等20个学院（部）。
专业设置列表（据2019年招生计划）
| 所属院部           | 专业名称                        | 学制（年） | 招生科类  | 培养层次   | 授予学位   | 开设时间 |
| ------------------ | ------------------------------- | ---------- | --------- | ---------- | ---------- | -------- |
| 临床医学部         | 临床医学（“5+3”一体化）         | 8          | 理工      | 硕士研究生 | 医学硕士   | 2015年   |
| 临床医学部         | 临床医学（“5+3”一体化，儿科学） | 8          | 理工      | 硕士研究生 | 医学硕士   | 2016年   |
| 临床医学部         | 临床医学                        | 5          | 理工      | 本科       | 医学学士   | 1937年   |
| 临床医学部         | 麻醉学                          | 5          | 理工      | 本科       | 医学学士   | 1993年   |
| 临床医学部         | 医学影像学                      | 5          | 理工      | 本科       | 医学学士   | 2000年   |
| 公共卫生学院       | 预防医学                        | 5          | 理工      | 本科       | 医学学士   | 1959年   |
| 公共卫生学院       | 食品质量与安全                  | 4          | 理工      | 本科       | 理学学士   | 2012年   |
| 公共卫生学院       | 公共事业管理                    | 4          | 文史/理工 | 本科       | 管理学学士 | 2001年   |
| 公共卫生学院       | 卫生检验与检疫                  | 4          | 理工      | 本科       | 理学学士   | 2013年   |
| 口腔医学院         | 口腔医学                        | 5          | 理工      | 本科       | 医学学士   | 1984年   |
| 医学技术与工程学院 | 医学检验技术                    | 4          | 理工      | 本科       | 医学学士   | 1984年   |
| 医学技术与工程学院 | 康复治疗学                      | 4          | 理工      | 本科       | 医学学士   | 2002年   |
| 医学技术与工程学院 | 医学实验技术                    | 4          | 理工      | 本科       | 理学学士   | 2013年   |
| 医学技术与工程学院 | 医学影像技术                    | 4          | 理工      | 本科       | 理学学士   | 2012年   |
| 医学技术与工程学院 | 眼视光学                        | 4          | 理工      | 本科       | 理学学士   | 2015年   |
| 医学技术与工程学院 | 眼视光医学                      | 4          | 理工      | 本科       | 医学学士   | 2016年   |
| 医学技术与工程学院 | 生物医学工程                    | 4          | 理工      | 本科       | 理学学士   | 2001年   |
| 护理学院           | 护理学                          | 4          | 理工      | 本科       | 医学学士   | 1993年   |
| 基础医学院         | 基础医学                        | 5          | 理工      | 本科       | 医学学士   | 2012年   |
| 基础医学院         | 生物信息学                      | 4          | 理工      | 本科       | 理学学士   | 2013年   |
| 药学院             | 药学                            | 4          | 理工      | 本科       | 理学学士   | 2000年   |
| 药学院             | 临床药学                        | 5          | 理工      | 本科       | 理学学士   | 2012年   |
| 药学院             | 药物制剂                        | 4          | 理工      | 本科       | 理学学士   | 2008年   |
| 药学院             | 药物分析                        | 4          | 理工      | 本科       | 理学学士   | 2014年   |
| 药学院             | 生物制药                        | 4          | 理工      | 本科       | 工学学士   | 2012年   |
| 人文学院           | 应用心理学                      | 4          | 理工      | 本科       | 理学学士   | 2003年   |
| 人文学院           | 社会工作                        | 4          | 文史/理工 | 本科       | 法学学士   | 2002年   |
| 外国语学院         | 英语                            | 4          | 文史      | 本科       | 文学学士   | 2008年   |

## 临床实践教学基地
截至2018年11月，福建医科大学拥有附属医院、临床医学院、教学医院共计44所，其中直属附属医院6所（1所在建中），非行政隶属附属医院14所（含2所临床医学院），教学医院24所。

目前附属第三医院正在建设中。

下表列出福建医科大学临床实践教学基地：
| 医院名称                                                 | 教学关系           | 医院类型 | 医院等级 | 建立关系时间 | 医院地址         |
| -------------------------------------------------------- | ------------------ | -------- | -------- | ------------ | ---------------- |
| 福建醫科大學附屬協和醫院（协和临床医学院）               | 直属附属医院       | 综合     | 三甲     | 1959年       | 福州市鼓楼区     |
| 福建医科大学附属第一医院（第一临床医学院）               | 直属附属医院       | 综合     | 三甲     | 1954年       | 福州市台江区     |
| 福建医科大学附属第二医院（第二临床医学院）               | 直属附属医院       | 综合     | 三甲     | 1973年       | 泉州市鲤城区     |
| 福建医科大学附属口腔医院                                 | 直属附属医院       | 专科     | 三甲     | 1997年       | 福州市鼓楼区     |
| 福建医科大学附属协和医院平潭分院（平潭协和医院）         | 直属附属医院       | 综合     | 三甲     | 2018年       | 平潭县           |
| 福建医科大学附属第三医院                                 | 直属附属医院       | 综合     | 三甲     | 建设中       | 福州市高新区     |
| 福建省立医院（省立临床医学院）                           | 临床医学院         | 综合     | 三甲     | 2001年       | 福州市鼓楼区     |
| 中国人民解放军联勤保障部队第九〇〇医院（福总临床医学院） | 临床医学院         | 综合     | 三甲     | 2001年       | 福州市鼓楼区     |
| 福建省妇幼保健院（妇儿临床医学院）                       | 临床医学院         | 专科     | 三甲     | 1993年       | 福州市鼓楼区     |
| 福建省肿瘤医院（肿瘤临床医学院）                         | 临床医学院         | 专科     | 三甲     | 1993年       | 福州市晋安区     |
| 宁德师范学院附属宁德市医院（宁德临床医学院）             | 临床医学院         | 综合     | 三甲     | 2012年       | 宁德市蕉城区     |
| 福建医科大学附属漳州市医院                               | 非行政隶属附属医院 | 综合     | 三甲     | 2006年       | 漳州市芗城区     |
| 福建医科大学附属泉州第一医院                             | 非行政隶属附属医院 | 综合     | 三甲     | 2006年       | 泉州市鲤城区     |
| 福建医科大学附属三明第一医院                             | 非行政隶属附属医院 | 综合     | 三甲     | 2006年       | 三明市梅列区     |
| 福建医科大学孟超肝胆医院                                 | 非行政隶属附属医院 | 专科     | 三甲     | 2009年       | 福州市鼓楼区     |
| 福建医科大学附属龙岩第一医院                             | 非行政隶属附属医院 | 综合     | 三甲     | 2009年       | 龙岩市新罗区     |
| 福建医科大学附属闽东医院                                 | 非行政隶属附属医院 | 综合     | 三甲     | 2009年       | 福安市           |
| 福建医科大学附属南平第一医院                             | 非行政隶属附属医院 | 综合     | 三甲     | 2010年       | 南平市延平区     |
| 福建医科大学附属福州市第一医院                           | 非行政隶属附属医院 | 综合     | 三甲     | 2011年       | 福州市台江区     |
| 福建医科大学附属福州神经精神病医院                       | 非行政隶属附属医院 | 专科     | 三甲     | 1993年       | 福州市仓山区     |
| 福建医科大学附属福州儿童医院                             | 非行政隶属附属医院 | 专科     | 三乙     | 2008年       | 福州市鼓楼区     |
| 福建医科大学附属福清市医院                               | 非行政隶属附属医院 | 综合     | 三甲     | 1992年       | 福清市           |
| 福建医科大学附属武警福建省总队医院                       | 非行政隶属附属医院 | 综合     | 三甲     | 2011年       | 福州市鼓楼区     |
| 厦门大学附属中山医院                                     | 教学医院           | 综合     | 三甲     | 1992年       | 厦门市思明区     |
| 厦门大学附属福州市第二医院                               | 教学医院           | 综合     | 三甲     | 1993年       | 福州市仓山区     |
| 福建省福州结核病防治院                                   | 教学医院           | 专科     | 三甲     | 1993年       | 福州市仓山区     |
| 莆田市第一医院                                           | 教学医院           | 综合     | 三甲     | 1994年       | 莆田市城厢区     |
| 莆田学院附属医院                                         | 教学医院           | 综合     | 三甲     | 1992年       | 莆田市荔城区     |
| 中国人民解放军联勤保障部队第九一〇医院（原第180医院）    | 教学医院           | 综合     | 三甲     | 2005年       | 泉州市丰泽区     |
| 厦门市第三医院                                           | 教学医院           | 综合     | 三乙     | 2007年       | 厦门市同安区     |
| 厦门市第二医院                                           | 教学医院           | 综合     | 三乙     | 2008年       | 厦门市集美区     |
| 福建省老年医院                                           | 教学医院           | 综合     | 二甲     | 2009年       | 福州市鼓楼区     |
| 厦门大学附属第一医院                                     | 教学医院           | 综合     | 三甲     | 2010年       | 厦门市思明区     |
| 晋江市医院                                               | 教学医院           | 综合     | 三乙     | 2010年       | 晋江市           |
| 石狮市医院                                               | 教学医院           | 综合     | 三乙     | 2010年       | 石狮市           |
| 泉州市妇幼保健院·儿童医院·眼科医院                       | 教学医院           | 专科     | 二甲     | 2010年       | 泉州市丰泽区     |
| 中国人民解放军联勤保障部队第九〇七医院（原九二医院）     | 教学医院           | 综合     | 三甲     | 2012年       | 南平市延平区     |
| 平潭县医院                                               | 教学医院           | 综合     | 二甲     | 2012年       | 平潭县           |
| 南平市第二医院                                           | 教学医院           | 综合     | 二甲     | 2013年       | 南平市建阳区     |
| 厦门长庚医院                                             | 教学医院           | 综合     | 三级     | 2013年       | 厦门市海沧区     |
| 福建省龙岩市第三医院                                     | 教学医院           | 专科     | 三级     | 2016年       | 龙岩市新罗区     |
| 泉州市第三医院                                           | 教学医院           | 专科     | 三级     | 2016年       | 泉州市台商投资区 |
| 三明市台江医院                                           | 教学医院           | 专科     | 未定级   | 2016年       | 三明市三元区     |
| 厦门市仙岳医院                                           | 教学医院           | 专科     | 三甲     | 2016年       | 厦门市思明区     |

## 图书馆
福建医科大学图书馆始建于1937年，分别由上街校区图书馆、台江校区图书馆、四所直属附属医院（附属第一医院、附属第二医院、附属协和医院、附属口腔医院）分馆三个部分组成，总建筑面积达2.8万平方米，馆藏总量150万册。其中，纸质馆藏79.2万册，数字馆藏95.8万册。

## 校史名人
- 侯宗濂（1900年－1992年）——福建医科大学首任校长，是中国近现代著名的生理学家和医学教育家。
- 吴孟超（1922年－2021年）——福建医科大学名誉校长，师从中国著名外科学家裘法祖，中国科学院院士、著名肝胆外科专家、2005年度国家最高科学技术奖获得者，被誉为“中国肝胆外科之父”。2011年6月，受聘为福建医科大学名誉校长。
- 陈可冀（1930年－） 中国科学院院士，中西医结合专家。
- 陈列平（1960年－） 美籍华裔免疫学家，PD-L1第一发现人，中央研究院院士。现担任耶鲁大学医学院UTC癌症研究讲席教授，福建医科大学免疫治疗研究所所长。

## 历任校（院）长
下表列出福建医科大学历任校（院）长：
福建省立医学专科学校时期 (1937－1939)
| 职务 | 姓名   | 任职时间     |
| ---- | ------ | ------------ |
| 校长 | 侯宗濂 | 1937.6－1939 |

福建省立医学院时期(1939－1949) 
| 职务 | 姓名   | 任职时间        |
| ---- | ------ | --------------- |
| 院长 | 侯宗濂 | 1939－1943.2    |
| 院长 | 李鼎勋 | 1943.2－1946.7  |
| 院长 | 刘建绪 | 1946.7－1946.11 |
| 院长 | 黄震亚 | 1946.11－1949.8 |

福建医学院时期(1949－1969)
| 职务 | 姓名   | 任职时间        |
| ---- | ------ | --------------- |
| 院长 | 黄震亚 | 1949.8－1954.7  |
| 院长 | 黄开云 | 1954.7－1957.7  |
| 院长 | 浦敬诠 | 1957.7－1965.10 |

福建医科大学时期(1978－1983)
| 职务 | 姓名   | 任职时间         |
| ---- | ------ | ---------------- |
| 校长 | 浦敬诠 | 1978.10－1983.12 |

福建医学院时期(1983－1996)
| 职务 | 姓名   | 任职时间        |
| ---- | ------ | --------------- |
| 院长 | 邹宁生 | 1983.12－1986.9 |
| 院长 | 殷凤峙 | 1986.9－1992.7  |
| 院长 | 康仲涵 | 1993.9－1996.6  |

福建医科大学时期(1996－至今)
| 职务 | 姓名   | 任职时间         |
| ---- | ------ | ---------------- |
| 校长 | 康仲涵 | 1996.6－1997.8   |
| 校长 | 陈丽英 | 1997.8－2002.9   |
| 校长 | 陈元仲 | 2002.09－2018.11 |
| 校长 | 陈晓春 | 2018.11－2021.10 |
| 校长 | 林旭   | 2021.10至今      |

- 备注：本表资料截止至2021年10月，因学校名称多次变化，故行政负责人名称或为院长、或为校长。

## 学校校歌
进全民健康于无疆
作词：郑贞文 作曲：王政声 
歌词：

神农百草尝，

岐黄卢扁古名扬；

华佗圣手，

仲景名方医术素精良。

科学进步，

时代焕光芒，

勖哉我同学，善善应从长。

探真理，重实验，

奠定新医基础，

萃东西文化于一堂。

勖哉我同学，奋起图自强。

具恒心，施仁术，

推行公医制度，

进全民健康于无疆！

## 姐妹学校

### 亞洲地區
- 中華民國臺北市：臺北醫學大學
- 中華民國新竹市：元培醫事科技大學